# Naldemedina
La naldemedina, comercializada bajo la marca Symproic en EE.UU. y Rizmoic en la Unión Europea, es un medicamento que se utiliza para el tratamiento del estreñimiento inducido por opioides en adultos que previamente han sido tratados con un laxante en la Unión Europea, o para tratar el estreñimiento inducido por opioides en adultos con dolor crónico no oncológico en EE.UU. Es un  antagonista del receptor μ-opioide de acción periférica y fue desarrollado por la empresa japonesa Shionogi.
Estudios clínicos han demostrado que posee una eficacia estadísticamente significativa para estas indicaciones y que, en general, es bien tolerado, con efectos secundarios gastrointestinales predominantemente leves a moderados. Los efectos indicativos de abstinencia de opioides o el impacto en los efectos analgésicos o mióticos de los opioides coadministrados solo se han observado en un pequeño número de pacientes.

## Usos médicos
En los EE.UU., la naldemedina está aprobada para el tratamiento del estreñimiento inducido por opioides en adultos con dolor crónico no relacionado con el cáncer, incluidos aquellos que tienen dolor crónico relacionado con un cáncer previo o su tratamiento y no necesitan un aumento frecuente de la dosis de opioides.
En la Unión Europea, la naldemedina también está aprobada para el tratamiento del estreñimiento inducido por opioides en adultos, pero como terapia de segunda línea después del tratamiento con un laxante.